# Francesc Gras Fortuny
|  | Aquest article tracta sobre l'oftalmòleg reusenc. Vegeu-ne altres significats a «Francesc Gras (desambiguació)». |

Francesc Gras Fortuny (Reus, 1854 - 1943) va ser un metge oftalmòleg català.
Va estudiar medicina a Barcelona i es va doctorar a Madrid, on es va especialitzar en malalties oculars i va ser professor adjunt a la Facultat de Medicina. Publicà articles de divulgació mèdica, de Madrid estant, al Diario de Reus el 1883. Aquell mateix any tornà a la seva ciutat i s'hi va establir com a metge oftalmòleg i també de medicina general i cirurgià. Va donar conferències al Centre de Lectura i va publicar fulletons divulgatius sobre temes mèdics el 1885.
El 1887 va fundar i va dirigir La Medicina contemporánea, una publicació mèdica local i comarcal que va tenir llarga durada. Als inicis del segle XX va col·laborar al Boletín del Colegio de Médicos del Partido de Reus i quan aquesta publicació va desaparèixer, a partir del 1914 al Boletín de la Asociación de Médicos de Reus, continuadora de l'anterior i també de caràcter mensual.
El 1905, per oposició, guanyà a Madrid la plaça d'inspector de sanitat, que el portà a la província de Lleida. Tornat a Reus, exercí d'oftalmòleg fins a l'any 1920. Va treballar perquè Reus disposés d'un servei de reconeixement mèdic per a les escoles públiques, on ell hi oferia els seus serveis gratuïtament. Col·laborà a l''Eco del Centro de Lectura i a totes les revistes mèdiques de la ciutat. Va ser un membre actiu de l'Associació Catalanista de Reus.
La nissaga reusenca dels Gras la conformen tres generacions de metges oftalmòlegs. El seu fill, Francesc Gras Rebull (1895-1970), va ser metge a l'Hospital de Sant Joan, i el seu net, Francesc Gras Salas (1921-2022) va escriure diversos llibres de temàtica històrica local, on s'hi expliquen anècdotes, fets diversos i personatges reusencs que han destacat per la seva estima a la ciutat.